# Clermont-l’Hérault
Clermont-l’Hérault (okzitanisch: Clarmont d'Erau) ist eine Stadt mit 9372 Einwohnern (Stand 1. Januar 2022) im Süden Frankreichs im Département Hérault in der Region Okzitanien. Die Einwohner werden Clermontais genannt.

## Geschichte

### Frühgeschichte
Die Stadt Clermont-l'Hérault war während der Eisenzeit (8. bis 2. Jahrhundert v. Chr.) an der Seite von La Ramasse eines der wichtigsten Oppida im keltischen Mittelmeerraum. Ausgrabungen der INRAP (Institut national de recherches archéologiques préventives) im Jahr 2000 wiesen die Bedeutung von Clermont während der römischen Zeit nach. Die Kernsiedlung war etwa fünf bis sechs Hektar groß, umgeben von einer äußeren Siedlungszone von zwölf Hektar. Unter anderen wurden die Reste einer Badeanlage ausgegraben.
Früher wurde die Stadt Clermont-Lodève genannt. Für die Wirtschaft der Stadt spielten unter anderem die Tuch-Manufakturen eine Rolle, die das Wasser der Dourbie für die Herstellung nutzten.

### Neuzeit

#### Flüchtlingshilfen und Internierungen 1937 – 1945
In Clermont lebten seit dem Ende des 19. Jahrhunderts immer wieder spanischstämmige Familien, über die wiederum Beziehungen nach Spanien bestanden Das war wohl auch der Hintergrund für eine Hilfsaktion im Jahre 1937. Nach der Bombardierung von Guernica im Spanischen Bürgerkrieg wurden Kinder aus dem Baskenland evakuiert. Siebenunddreißig von ihnen, Mädchen und Jungen im Alter von drei bis dreizehn Jahren, wurden am 7. Mai 1937 in Clermont aufgenommen. „Achtundzwanzig Kinder wohnten bei überwiegend spanischen oder spanischstämmigen Familien in Clermont, acht wurden in Nébian und eines in Ceyras untergebracht.“
Ab Januar/Februar 1939 wurden dann in Clermont im Zuge der Retirada Flüchtlinge aus dem Spanischen Bürgerkrieg untergebracht. Vincent Parello erwähnt dafür (Stand 17. April 1939) drei verschiedene Unterbringungsmöglichkeiten im Stadtgebiet: 298 Personen „am Rande der Stadt im Enclos Roanne“, 10 Personen im Krankenhaus und 48 Personen bei Privatleuten. Eine andere Quelle kommt für das Jahr 1939 bereits auf 500 Unterbringenungen an einer Vielzahl von Orten: 140 Personen in einer verlassene Fabrik, 120 in einem Schuppen, 100 in einer ehemaligen Ordens-Schule, 40 in einem nicht weiter erläuterten Haus Boatas und noch einmal 100 Personen in einem Schuppen an der Nébian-Straße.:S. 46 Magali Bouchez erwähnt zusätzlich noch ein Flüchtlingslager in der Rue Benjamin Guiraudou.
Nach Parello waren in Clermont Frauen und Kinder untergebracht worden – unter „relativ prekären materiellen Verhältnissen – ein leerer Schuppen mit vielen Öffnungen unter dem Dach, über die Balken huschende Ratten, kein Stroh als Einstreu etc.“ Eine junge Anhängerin der anarcho-syndicalistischen Bewegung Confédération Nationale du Travail (eine „jeune cénétiste“) erinnerte sich an die Zustände in Clermont:

„Wir waren Zerlumpte, hatten keine Wäsche mehr zum Wechseln, und ich fühlte mich in meinem Innersten gedemütigt, Tränen des Zorns rollten über meine Wangen [...].“

Allerdings fanden die Internierten Unterstützung beim Bürgermeister der Stadt. Dieser, der Arzt, Souialist und Freund der spanischen Republik „tat alles in seiner Macht Stehende, um den Internierten das Leben angenehmer zu machen. Er ermöglichte ihnen unter anderem, selbst zu kochen, stellte ihnen eine kostenlose Zeitung zur Verfügung, mit der sie Nachrichten von ihren Familienmitgliedern erhalten und von den schrecklichen Haftbedingungen der Männer im Lager Agde erfahren konnten, und brachte einige von ihnen bei Familien in Clermont-l'Hérault unter, wodurch sie leichter eine Arbeitsgenehmigung erhielten.“
In einem weiteren Aufsatz von Parello ist die Rede davon, dass der Präfekt aus Gründen der Hygiene und der besseren Unterbringung beschlossen habe, „viele Flüchtlinge aus Lodève und Clermont-l'Hérault nach Sète zu schicken“. Der Zeitpunkt hierfür war Mitte April 1939, als sich in Clermont 356 Personen befanden, 298 in Enclos Roanne, 10 im Krankenhaus und 48 in Privathäusern. Über die weitere Existenz des Lagers oder dessen Schließung geben die Quellen keine Auskunft.
Laut der Fondation pour la mémoire de la déportation (FMD) war Clermont-l'Hérault von Januar 1943 bis Mai 1943 ein weiteres Mal Standort eines Internierungslagers. Während dieser Zeit waren hier etwa 1.800 Spanier, Polen, Deutsche, Österreicher, Russen, Belgier, Luxemburger, Tschechen als Fremdarbeiter stationiert. Sie sollen der Groupes de Travailleurs Étrangers (GTE) 8 angehört haben, das zum Groupement 3 in Montpellier gehörte. Dass diese GTE-Einheit möglicherweise noch bis 1944 bestand, geht aus Unterlagen in den Pierresvives Archives In Montpellier hervor. Dort ist die Korrespondenz des Leiters der GTE 8 bis Dezember 1944 archiviert.
Ein Zeitzeuge erinnerte sich daran, dass er und seine Kameraden bei ihrer Ankunft im Lager – einer ehemaligen Spinnerei – von dem Kommandanten Lenoir begrüßt wurden, der eine Lobrede auf die französische Nation hielt und sie als angebliche Straftäter bezeichnete, die großzügig vom humanitären Frankreich aufgenommen worden seien. Für die überwiegend in der Landwirtschaft beschäftigten Fremdarbeiter gab es dennoch einen Lichtblick: Sie erhielten zum ersten Mal seit ihrer Einreise nach Frankreich einen regelmäßigen Lohn von 258 Francs für zwei Wochen Arbeit und zusätzlich, Unterkunft und Verpflegung. „Gar nicht schlecht! Hoffentlich bleibt es so!“, wie sich der von Bouchez zitierte Zeitzeuge erinnerte.
Eine nur schwer zu interpretierende Liste der Caisse nationale d'assurance vieillesse (Nationale Altersversicherungskasse) vom Februar 1980 erwähnt einen GTE-Standort Clermont-l'Hérault schon für 1940, verweist aber auf andere organisatorische Zugehörigkeiten der in Clermont stationierten Fremdarbeiter und führt auch nur deutlich niedrigere Belegungszahlen auf.

#### Nachkriegszeit und 21. Jahrhundert
Seit 2002 wird die Stadt von der Autoroute A 75 östlich umfahren.

## Bevölkerungsentwicklung
| Jahr                       | 1962 | 1968 | 1975 | 1982 | 1990 | 1999 | 2008 | 2017 |
| Einwohner                  | 5538 | 6209 | 5482 | 5926 | 6041 | 6532 | 7395 | 8852 |
| Quellen: Cassini und INSEE |      |      |      |      |      |      |      |      |

## Sehenswürdigkeiten
- Stiftskirche Saint-Paul. (14. bis 15. Jahrhundert)
- mittelalterliche Burg Les Guilhem
- Tour des anciens remparts. ein Turm der alten Stadtbefestigung
- Konvent der Dominikaner
- Kapelle Notre-Dame-du-Peyrou. (14. Jahrhundert)
- Monument aux morts de Clermont-l'Hérault. ein von Paul Dardé geschaffenes Kenotaph mit einem liegenden Toten, bewacht von einer nackten Frau, dem Aussehen nach einer Cabaret-Tänzerin der 1920er Jahre

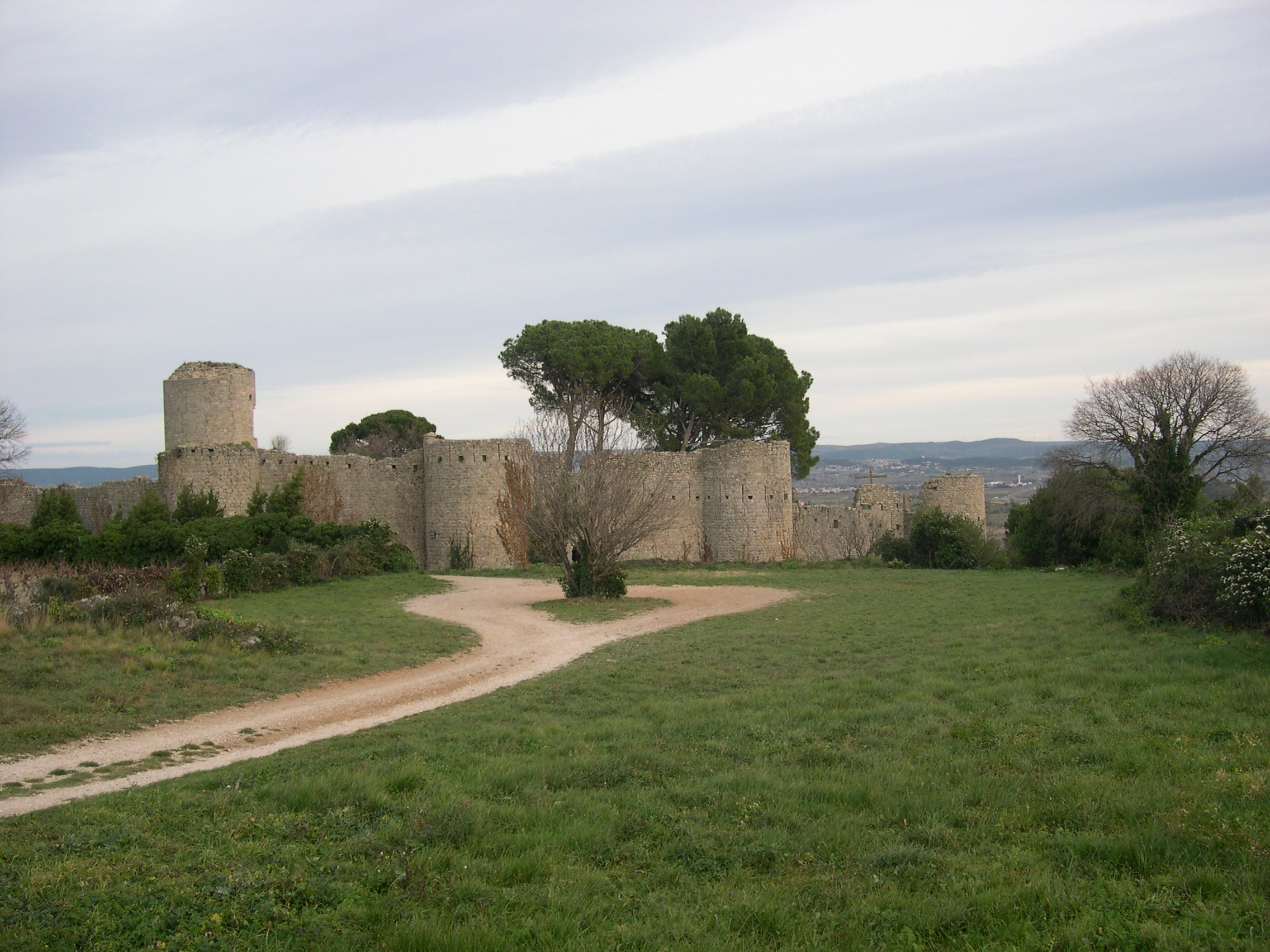
Château des Guilhem
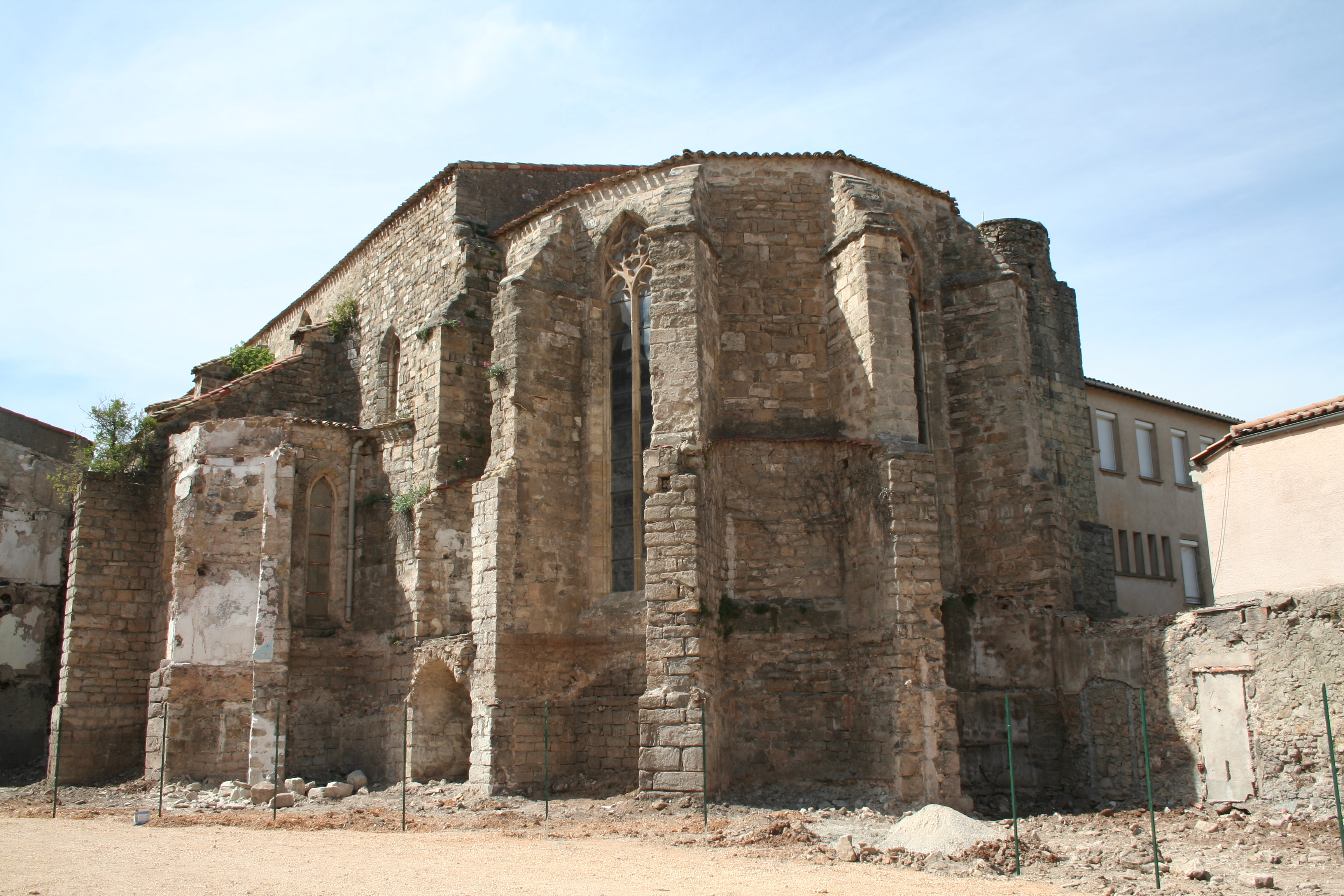
Chapelle des Dominicains
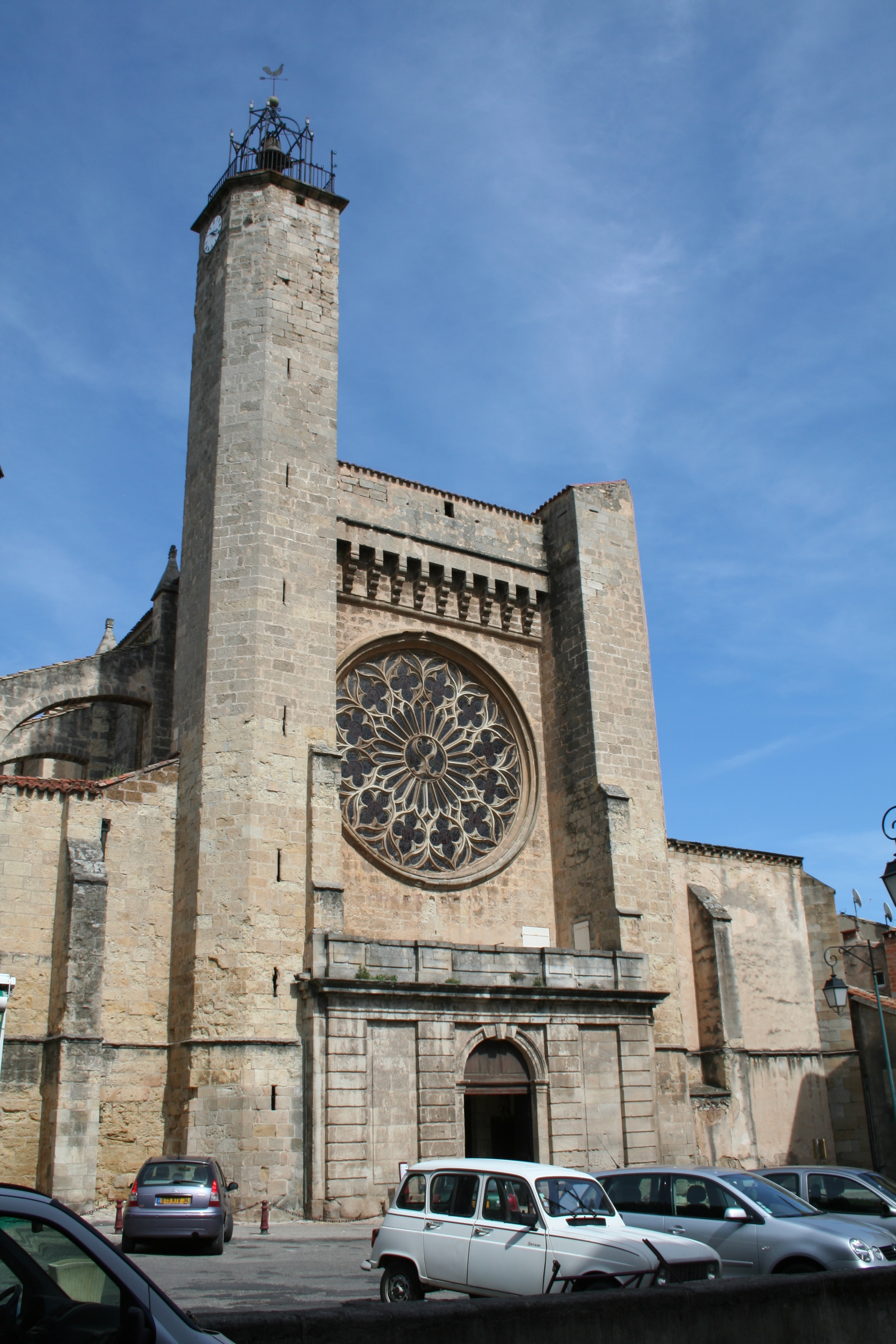
Collégiale Saint-Paul, Clermont-l’Hérault

## Partnerschaften
Partnergemeinden von Clermont-l’Hérault sind Gauting (seit 1973) in Bayern und Patchway in England.

## Persönlichkeiten
- Raymond Guilhem de Budos (?–1363), Neffe von Clemens V., Seigneur de Clermont und zahlreichen anderen Ortschaften, Vorsitzender des Comtat Venaissin zwischen 1310 und 1317
- Jean-Joseph Ernest Martin (1833–1897), Stadthistoriker von Lodève
- René Gosse (1883–1943), Mathematiker und Widerstandskämpfer, geboren in Clermont
- Marie Sagnier (1898–1996), Heldin des Widerstands, versteckte im Zweiten Weltkrieg zahlreiche Juden